# Robert Deeley

Bischofswappen von Robert Peter Deeley

Robert Peter Deeley (* 18. Juni 1946 in Cambridge, Massachusetts) ist ein US-amerikanischer Geistlicher und emeritierter römisch-katholischer Bischof von Portland.

## Leben
Robert Deeley studierte an der Katholischen Universität von Amerika in Washington, D.C. und am Päpstlichen Nordamerika-Kolleg in Rom. Er empfing am 14. Juli 1973 das Sakrament der Priesterweihe für das Erzbistum Boston. Zunächst war er als Kaplan in Needham tätig und ab 1978 als Sekretär des Diözesangerichts. Ab 1981 studierte er Kanonisches Recht an der Päpstlichen Universität Gregoriana, wo er 1983 das Lizenziat erwarb und 1985 nach Anfertigung seiner Dissertationsschrift The mandate for those who teach theology in institutes of higher studies. An interpretation of the meaning of canon 812 of the Code of Canon Law zum Dr. iur. can. promoviert wurde. Ab 1985 war er als Diözesanrichter und später als Vizeoffizial in Boston. Von 1988 bis 1991 war er Diözesankaplan der Kolumbusritter und anschließend bis 1999 geistlicher Begleiter der Catholic Lawyers Guild. Im Jahr 1999 wurde Deeley Pfarrer im Stadtteil Wollaston von Quincy.
Von 2004 bis 2011 war Deeley in Rom in der Kongregation für die Glaubenslehre tätig. Nach seiner Rückkehr nach Boston wurde er 2011 zum Generalvikar ernannt.
Am 9. November 2012 ernannte ihn Papst Benedikt XVI. zum Titularbischof von Kearney und zum Weihbischof in Boston. Der Erzbischof von Boston, Seán Patrick Kardinal O’Malley OFMCap, spendete ihm am 4. Januar des nächsten Jahres die Bischofsweihe; Mitkonsekratoren waren John Clayton Nienstedt, Erzbischof von Saint Paul and Minneapolis, und Robert Charles Evans, Weihbischof in Providence.
Papst Franziskus ernannte ihn am 18. Dezember 2013 zum Bischof von Portland. Die Amtseinführung erfolgte am 14. Februar 2014. Am 13. Februar 2024 nahm Papst Franziskus seinen altersbedingten Rücktritt an.